# Championnat d'Australie de football 2019-2020
Navigation
Édition précédente Édition suivante
La saison 2019-2020 de A-League est la quarante quatrième édition du championnat d'Australie de football, la quinzième sous cette appellation. Le premier niveau du football australien compte cette année onze franchises (dix australiennes et une néo-zélandaise) avec l'ajout du Western United FC. La saison régulière se joue en série de vingt-neuf rencontres jouées entre le 11 octobre 2019 au 26 avril 2020. À la fin de cette première phase, les six premiers du classement disputent les Finals series pour remporter le titre.

## Les 11 clubs participants

### Carte
| \| Adelaide United Brisbane Roar Central Coast Mariners Melbourne City Melbourne Victory Newcastle Jets Perth Glory Sydney FC WS Wanderers Western United FC \| Les dix clubs australiens de l'édition 2019-2020. |
| Adelaide United Brisbane Roar Central Coast Mariners Melbourne City Melbourne Victory Newcastle Jets Perth Glory Sydney FC WS Wanderers Western United FC                                                         |

### Les franchises
| Club                        | Ville      | État                   | Entraîneur      | Stade                           | Capacité      |
| --------------------------- | ---------- | ---------------------- | --------------- | ------------------------------- | ------------- |
| Adélaïde United FC          | Adélaïde   | Australie-Méridionale  | Gertjan Verbeek | Hindmarsh Stadium Adelaide Oval | 17 000 53 500 |
| Brisbane Roar FC            | Brisbane   | Queensland             | Robbie Fowler   | Suncorp Stadium                 | 52 000        |
| Central Coast Mariners FC   | Gosford    | Nouvelle-Galles du Sud | Alen Stajcic    | Central Coast Stadium           | 20 000        |
| Melbourne City FC           | Melbourne  | Victoria               | Erick Mombaerts | AAMI Park                       | 31 000        |
| Melbourne Victory FC        | Melbourne  | Victoria               | Kevin Muscat    | Etihad Stadium AAMI Park        | 56 347 31 000 |
| Newcastle United Jets FC    | Newcastle  | Nouvelle-Galles du Sud | Ernie Merrick   | Hunter Stadium                  | 26 000        |
| Perth Glory FC              | Perth      | Australie-Occidentale  | Tony Popović    | nib Stadium                     | 20 000        |
| Sydney FC                   | Sydney     | Nouvelle-Galles du Sud | Steve Corica    | Sydney Football Stadium         | 45 000        |
| Wellington Phoenix FC       | Wellington | Nouvelle-Zélande       | Ufuk Talay      | Westpac Stadium                 | 36 000        |
| Western Sydney Wanderers FC | Sydney     | Nouvelle-Galles du Sud | Markus Babbel   | Parramatta Stadium              | 21 000        |
| Western United FC           | Geelong    | Victoria               | Mark Rudan      | Kardinia Park                   | 36 000        |

## Compétition

### Phase régulière

#### Classement
Les équipes sont classées selon leur nombre de points, lesquels sont répartis comme suite : trois points pour une victoire, un point pour un match nul, zéro point pour une défaite et zéro point en cas de forfait. Pour départager les égalités, les critères suivants sont utilisés
1. Différence de buts générale
2. Nombre de buts marqués
3. Faces-à-faces
4. Différence de buts lors des faces-à-faces
5. Tirage au sort

| Rang | Équipe                   | Pts | J  | G  | N | P  | Bp | Bc | Diff |
| ---- | ------------------------ | --- | -- | -- | - | -- | -- | -- | ---- |
| 1    | Sydney FCT               | 53  | 26 | 16 | 5 | 5  | 49 | 25 | +24  |
| 2    | Melbourne City           | 47  | 26 | 14 | 5 | 7  | 49 | 37 | +12  |
| 3    | Wellington Phoenix       | 41  | 26 | 12 | 5 | 9  | 38 | 33 | +5   |
| 4    | Brisbane Roar            | 40  | 26 | 11 | 7 | 8  | 29 | 28 | +1   |
| 5    | Western United           | 39  | 26 | 12 | 3 | 11 | 46 | 37 | +9   |
| 6    | Perth Glory              | 37  | 26 | 10 | 7 | 9  | 43 | 36 | +7   |
| 7    | Adelaide United          | 36  | 26 | 11 | 3 | 12 | 44 | 49 | -5   |
| 8    | Newcastle United Jets    | 34  | 26 | 9  | 7 | 10 | 32 | 40 | -8   |
| 9    | Western Sydney Wanderers | 33  | 26 | 9  | 6 | 11 | 35 | 40 | -5   |
| 10   | Melbourne Victory        | 23  | 26 | 6  | 5 | 15 | 33 | 44 | -11  |
| 11   | Central Coast Mariners   | 18  | 26 | 5  | 3 | 18 | 26 | 55 | -29  |

|  | Qualification pour la Ligue des champions de l'AFC 2021 et la phase finale                                  |
|  | Qualification pour le deuxième tour préliminaire de la Ligue des champions de l'AFC 2021 et la phase finale |
|  | Qualification pour la phase finale                                                                          |
|  | T : tenant du titre                                                                                         |

#### Résultats
| Domicile \ Extérieur     | ADE | BRI | CCM | MCY | MVC | NEW | PER | SYD | WEL | WSW | WUN | ADE | BRI | CCM | MCY | MVC | NEW | PER | SYD | WEL | WSW | WUN |
| ------------------------ | --- | --- | --- | --- | --- | --- | --- | --- | --- | --- | --- | --- | --- | --- | --- | --- | --- | --- | --- | --- | --- | --- |
| Adelaide United          |     | 1–0 | 2–0 | 3–1 | 3–1 | 2–1 | 5–3 | 2–3 | 1–2 | 2–3 | 1–5 |     |     |     |     | 1–0 | 0–3 |     | 1–1 |     |     |     |
| Brisbane Roar            | 2–1 |     | 2–0 | 4–3 | 0–1 | 1–0 | 1–1 | 1–1 | 1–0 | 3–1 | 0–2 | 0–1 |     | 1–0 | 2–2 |     |     |     |     |     |     |     |
| Central Coast Mariners   | 1–3 | 0–1 |     | 2–4 | 3–2 | 1–1 | 0–3 | 0–3 | 1–3 | 1–3 | 1–0 | 2–1 |     |     |     |     | 0–0 |     |     |     | 1–1 |     |
| Melbourne City           | 2–1 | 1–0 | 3–1 |     | 1–2 | 2–0 | 0–3 | 2–0 | 3–2 | 1–1 | 3–2 | 2–2 |     |     |     | 2–1 |     | 0–0 |     |     |     |     |
| Melbourne Victory        | 2–1 | 1–2 | 2–3 | 0–0 |     | 4–0 | 1–0 | 0–3 | 1–1 | 1–2 | 2–3 |     |     |     |     |     |     |     | 1–4 | 0–0 |     | 1–2 |
| Newcastle Jets           | 1–2 | 1–1 | 4–3 | 0–4 | 1–1 |     | 1–1 | 1–2 | 3–0 | 2–0 | 0–0 |     |     |     | 2–1 |     |     | 2–1 |     |     |     | 1–0 |
| Perth Glory              | 3–0 | 1–1 | 1–2 | 2–3 | 2–2 | 6–2 |     | 1–3 | 4–2 | 2–0 | 0–2 |     |     | 1–0 |     | 0–4 |     |     |     | 1–2 |     |     |
| Sydney FC                | 2–1 | 5–1 | 1–0 | 2–1 | 2–1 | 4–1 | 0–0 |     | 2–1 | 0–1 | 1–2 |     | 1–0 |     |     |     | 1–2 |     |     | 3–1 |     |     |
| Wellington Phoenix       | 1–1 | 2–1 | 2–1 | 1–0 | 3–0 | 2–1 | 1–2 | 2–2 |     | 2–1 | 0–1 |     | 1–1 |     |     |     |     |     |     |     | 2–0 | 2–0 |
| Western Sydney Wanderers | 5–2 | 0–0 | 2–1 | 2–3 | 2–1 | 1–1 | 0–1 | 1–0 | 1–0 |     | 1–1 |     | 1–2 |     |     |     |     | 1–3 | 1–1 |     |     |     |
| Western United           | 3–4 | 0–1 | 3–0 | 1–2 | 3–1 | 0–1 | 1–1 | 0–2 | 1–3 | 2–1 |     |     |     | 6–2 | 1–3 |     |     |     |     |     | 5–3 |     |

### Phase finale

#### Tableau
|  | Quarts de finale | Quarts de finale     | Quarts de finale     | Quarts de finale     |                |                | Demi-finales | Demi-finales | Demi-finales | Demi-finales |  |  | Finale | Finale | Finale | Finale |
|  |                  |                      |                      |                      |                |                |              |              |              |              |  |  |        |        |        |        |
|  |                  |                      |                      |                      |                |                |              |              |              |              |  |  |        |        |        |        |
|  |                  |                      |                      |                      |                |                |              |              |              |              |  |  |        |        |        |        |
|  |                  |                      |                      |                      |                |                |              |              |              |              |  |  |        |        |        |        |
|  |                  |                      |                      |                      |                |                |              |              |              |              |  |  |        |        |        |        |
|  |                  |                      |                      |                      |                |                |              |              |              |              |  |  |        |        |        |        |
|  | 1                | Melbourne City       | 2                    | 2                    |                |                |              |              |              |              |  |  |        |        |        |        |
|  | 1                | Melbourne City       | 2                    | 2                    |                |                |              |              |              |              |  |  |        |        |        |        |
|  |                  |                      | 6                    | Western United       | 0              | 0              |              |              |              |              |  |  |        |        |        |        |
|  | 3                | Brisbane Roar        | 6                    | Western United       | 0              | 0              | 0            | 0            |              |              |  |  |        |        |        |        |
|  | 3                | Brisbane Roar        |                      |                      |                |                |              | 0            |              |              |  |  |        |        |        |        |
|  | 6                | Western United       | 1                    | 1                    |                |                |              |              |              |              |  |  |        |        |        |        |
|  | 6                | Western United       | 1                    | 1                    | Melbourne City | Melbourne City | 0            | 0            |              |              |  |  |        |        |        |        |
|  |                  |                      |                      |                      | Melbourne City | Melbourne City | 0            | 0            |              |              |  |  |        |        |        |        |
|  |                  |                      | Sydney Football Club | Sydney Football Club | 1              | 1              |              |              |              |              |  |  |        |        |        |        |
|  |                  |                      |                      |                      | 1              | 1              |              |              |              |              |  |  |        |        |        |        |
|  |                  |                      |                      |                      |                |                |              |              |              |              |  |  |        |        |        |        |
|  |                  |                      |                      |                      |                |                |              |              |              |              |  |  |        |        |        |        |
|  | 2                | Sydney Football Club | 2                    | 2                    |                |                |              |              |              |              |  |  |        |        |        |        |
|  | 2                | Sydney Football Club | 2                    | 2                    |                |                |              |              |              |              |  |  |        |        |        |        |
|  |                  |                      | 5                    | Perth Glory          | 0              | 0              |              |              |              |              |  |  |        |        |        |        |
|  | 4                | Wellington Phoenix   | 5                    | Perth Glory          | 0              | 0              | 0            | 0            |              |              |  |  |        |        |        |        |
|  | 4                | Wellington Phoenix   |                      |                      |                |                |              | 0            |              |              |  |  |        |        |        |        |
|  | 5                | Perth Glory          | 1                    | 1                    |                |                |              |              |              |              |  |  |        |        |        |        |
|  | 5                | Perth Glory          | 1                    | 1                    |                |                |              |              |              |              |  |  |        |        |        |        |
|  |                  |                      |                      |                      |                |                |              |              |              |              |  |  |        |        |        |        |

#### Résultats

##### Finales des éliminations
| 22 aout 2020   | Wellington Phoenix | 0 - 1 | Perth Glory  | Bankwest Stadium, Sydney              |                                       |
| 17h00 (UTC+10) |                    | (0-1) | Chianese 18e | Spectateurs : 0 Arbitrage : Alex King | Spectateurs : 0 Arbitrage : Alex King |
| 17h00 (UTC+10) |                    |       |              | Spectateurs : 0 Arbitrage : Alex King | Spectateurs : 0 Arbitrage : Alex King |

| 23 aout 2020   | Brisbane Roar | 0 - 1 | Western United | Bankwest Stadium, Sydney                |                                         |
| 18h00 (UTC+10) |               | (0-1) | Diamanti 21e   | Spectateurs : 0 Arbitrage : Chris Beath | Spectateurs : 0 Arbitrage : Chris Beath |
| 18h00 (UTC+10) |               |       |                | Spectateurs : 0 Arbitrage : Chris Beath | Spectateurs : 0 Arbitrage : Chris Beath |

##### Demi-Finales
| 26 aout 2020   | Melbourne City | 2 - 0 | Western United | Bankwest Stadium, Sydney |                 |
| 17h00 (UTC+10) |                |       |                | Spectateurs : 0          | Spectateurs : 0 |

| 26 aout 2020   | Sydney FC | 2 - 0 | Perth Glory | Bankwest Stadium, Sydney |                 |
| 20h10 (UTC+10) |           |       |             | Spectateurs : 0          | Spectateurs : 0 |
| 20h10 (UTC+10) |           |       |             | Spectateurs : 0          | Spectateurs : 0 |

##### Grande Finale
| 30 aout 2020   | Melbourne City | 0 - 1 | Sydney FC | Bankwest Stadium, Sydney |                 |
| 18h30 (UTC+10) |                |       |           | Spectateurs : 0          | Spectateurs : 0 |

## Bilan de la saison
| Championnat d'Australie de football 2019-2020                  |                                 |
| Champion                                                       | Sydney Football Club (5e titre) |
| Dauphin                                                        | Melbourne City                  |
| Qualifications continentales                                   |                                 |
| Ligue des champions de l'AFC 2021 (phase de groupes)           | Sydney Football Club            |
| Ligue des champions de l'AFC 2021 (deuxième tour préliminaire) | Melbourne City                  |

## Parcours en coupes d'Asie

### Parcours continental des clubs
Le parcours des clubs australiens en coupes d'Asie est important puisqu'il détermine le coefficient AFC, et donc le nombre de clubs australiens présents en coupes d'Asie les années suivantes.
| Club                                             | Compétition         | Résultat                   | Ultime(s) adversaire(s)                                                                   |
| ------------------------------------------------ | ------------------- | -------------------------- | ----------------------------------------------------------------------------------------- |
| Perth Glory (Vainqueur de la Grande Finale 2019) | Ligue des champions | Éliminé en phase de groupe | 1-4 (agg.) Ulsan Hyundai 0-2 (agg.) FC Tokyo 4-5 (agg.) Shanghai Greenland Shenhua        |
| Sydney FC                                        | Ligue des champions | Éliminé en phase de groupe | 1-5 (agg.) Yokohama F. Marinos 5-2 (agg.) Shanghai SIPG 2-3 (agg.) Jeonbuk Hyundai Motors |
| Melbourne Victory                                | Ligue des champions | 1/8 de finale              | 0-3 Ulsan Hyundai                                                                         |